# The Best of D:Ream
The Best of D:Ream è la prima raccolta di successi ufficiale dalla band britannica pop rock / synthpop / dance dei D:Ream, pubblicata su etichetta Magnet Records, e distribuita dalla major Warner Bros., con la gestione della FXU Management. È uscita nel mese di maggio del 1997, esattamente dopo che la seconda ristampa di Things Can Only Get Better (Numero Uno nella UK Albums Chart e nella Hot Dance Club Play, all'inizio del 1994) è rientrata nella Top 20 della UK Singles Chart al Numero 19. La canzone ha ricevuto molta pubblicità per il fatto di essere stata adottata dal Partito Laburista come tema per l'Elezione Generale Britannica del 1997. La casa discografica del gruppo, d'accordo con il leader dei D:Ream, Peter Cunnah, che aveva già deciso di porre fine al progetto, ha scelto di pubblicare questo greatest hits, invece del terzo album di studio della band, che avrebbe dovuto chiamarsi "Heap of Faith", rimasto inedito. La raccolta contiene 12 tracce, originariamente incluse sui primi ed unici due album del gruppo, "D:Ream On Volume 1", del 1993, e World, del 1995 (entrambi Top 5 nella UK Albums Chart), e comprende anche, oltre alla citata Numero 1, Things Can Only Get Better, tutti e 7 i singoli estratti dall'album d'esordio, i 3 singoli dal secondo lavoro, più 2 canzoni mai pubblicate su singolo, originariamente contenute su "World", cioè Hold Me Now e Heart of Gold. Questa raccolta di successi, nonostante il rinnovato successo della Numero 1 del gruppo, non è mai entrata in classifica. Dopo l'uscita della collection, il cantante, compositore, musicista e produttore Peter Cunnah ha deciso sia di continuare come artista solista, sia di lavorare, dietro le quinte, per altri gruppi e artisti, prima di formare una nuova band, stavolta incentrata sul sound della chitarra (il suo primo strumento), che risponde al nome di Shane, e che ha debuttato con il singolo intitolato The Weight of It, uscito a maggio del 2006.

## Tracce
1. Things Can Only Get Better (ristampa, 1993) - [UK Top 75: Numero 24] (*)
2. U R The Best Thing (ristampa, 1993) - [UK Top 75: Numero 19] (*)
3. Take Me Away (1994) - [UK Top 75: Numero 18] (*)
4. Shoot Me with Your Love (1995) - [UK Top 75: Numero 7] (**)
5. Unforgiven (1993) - [UK Top 75: Numero 29] (*)
6. I Like It (doppio lato A con Star, 1993) - [UK Top 75: Numero 26] (*)
7. Party Up the World (1995) - [UK Top 75: Numero 20] (**)
8. The Power (Of All the Love in the World) (1995) - [UK Top 75: Numero 40] (**)
9. Blame It on Me (1994) - [UK Top 75: Numero 25] (*)
10. Heart of Gold (1995) - [mai pubblicata come singolo] (**)
11. Star (doppio lato A con I Like It, 1993) - [UK Top 75: Numero 26] (*)
12. Hold Me Now (1995) - [mai pubblicata come singolo] (**)

N.B.
(*) Singoli estratti da D:Ream On Volume 1 (1993).

(**) Singoli o brani tratti da World (1995).

## Dettagli di pubblicazione
| Paese | Data | Etichetta                                   | Formato | Catalogo |
| UK    | 1993 | Magnet Records / Warner Bros. / WEA Records | CD      | 41196    |